# Anthurium wambeckeanum
Anthurium wambeckeanum là một loài thực vật có hoa trong họ Ráy (Araceae). Loài này được Linden & Rodigas miêu tả khoa học đầu tiên năm 1892.